# Casinotheater Winterthur

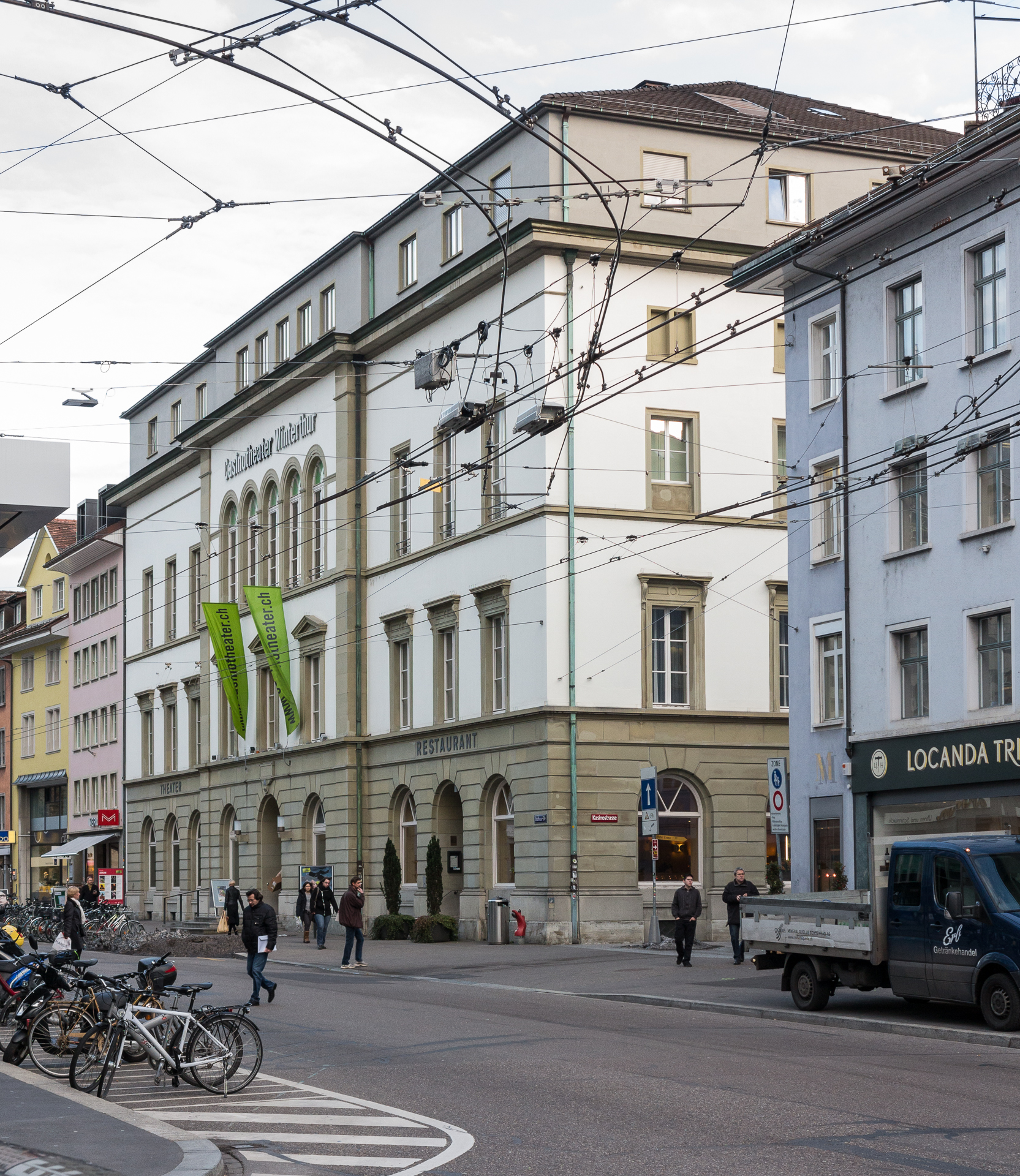
Casinotheater Winterthur

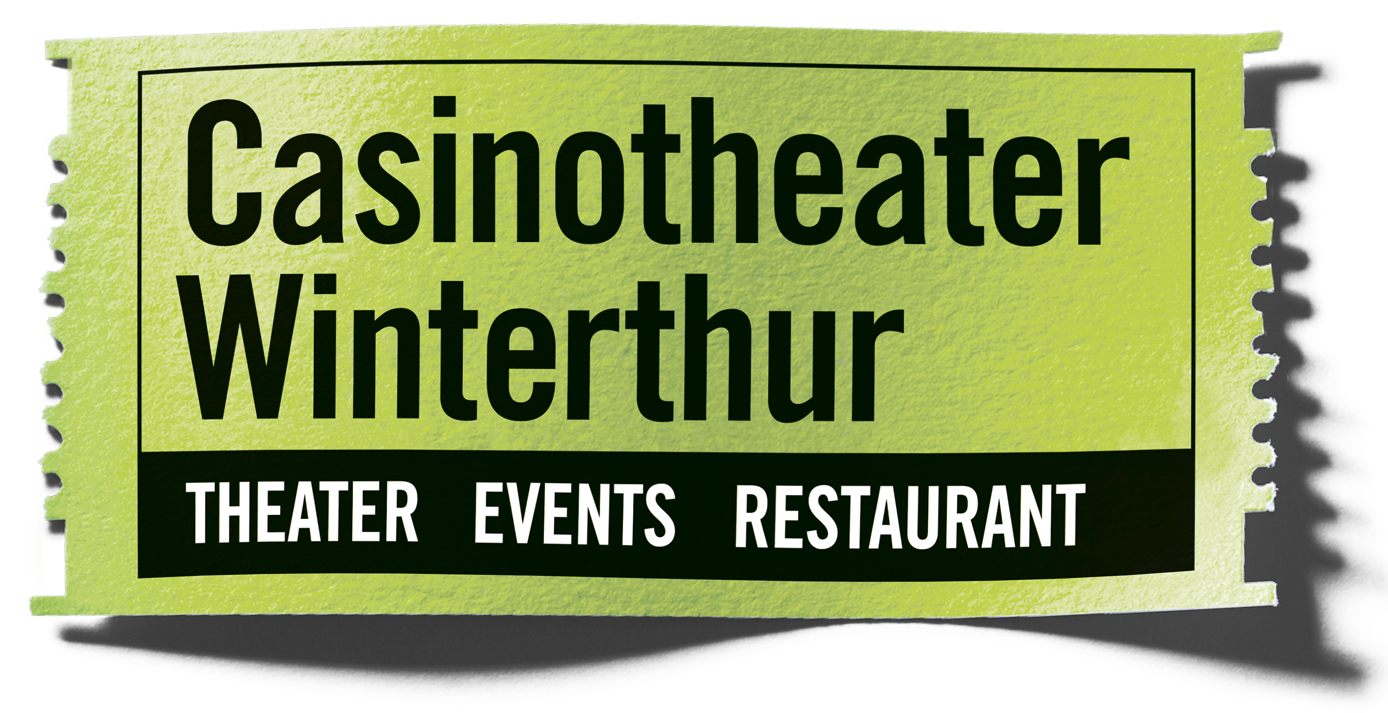
Logo des Casinotheaters bis 2019

Das Casinotheater Winterthur ist ein Theater in Winterthur im Kanton Zürich in der Schweiz. Es liegt in der Altstadt an der Stadthausstrasse. Es wurde 2002 gegründet und wird von Künstlern getragen. Es dient vorwiegend der Kleinkunst, mit Comedy, Kabarett, Satire, Poetry Slam und Improtheater und erlangte rasch nationale Bekanntheit. Neben bewährten Künstlern werden stetig junge und noch unbekannte Künstler entdeckt und gefördert. Das Casinotheater kann auch für private Anlässe gemietet werden.
| Casino Theater AG | Casino Theater AG                                               |
| ----------------- | --------------------------------------------------------------- |
| Rechtsform        | Aktiengesellschaft                                              |
| Gründung          | 2000                                                            |
| Sitz              | Winterthur                                                      |
| Leitung           | Samuel Hauser (Geschäftsführer), Viktor Giacobbo (VR-Präsident) |
| Mitarbeiterzahl   | 60                                                              |
| Webseite          | www.casinotheater.ch, www.restaurant-fredi.ch                   |

## Geschichte
Die Geschichte des Gebäudes geht auf den März 1850 zurück, als die Planung der Casinogesellschaft Winterthur für ein Kulturhaus in Winterthur begann. Im Dezember 1862 wurde der erste Wirtsbetrieb eröffnet und im folgenden Jahr wurde das Haus eröffnet. Das Gebäude wurde für Theater- und Ballettvorführungen benutzt, auch das Musikkollegium Winterthur nutzte die Räumlichkeiten.
Zwölf Jahre nach der Eröffnung wurde die Casinogesellschaft liquidiert. Das Theater wurde von der Stadt übernommen, die sich verpflichtete, das Theater im bisherigen Sinn weiterzuführen.
1934 wurde das Casinotheater durch einen Brand stark beschädigt und erst 1936 wieder eröffnet. Mit der Neueröffnung zog auch das Stadttheater Winterthur in die Liegenschaft, das dort bis 1969 vorwiegend Gastspiele des Zürcher Schauspielhauses aufgeführt hatte und 1979 ins Theater am Stadtgarten zog. Von 1971 bis 1980 diente das Casinotheater dem Theater Kanton Zürich als Probestätte.
Nach dem Wegzug der beiden Theater wurde das Gebäude wenig genutzt. Die Stadt überlegte sich verschiedene Sanierungs- und Zukunftspläne, umgesetzt wurde keiner. 1996 wurde das Gebäude unter Denkmalschutz gestellt und zum Verkauf ausgeschrieben. 1999 schlossen sich bekannte Schweizer Künstler der Comedyszene wie Mike Müller, Patrick Frey und Viktor Giacobbo zu einer Initiativgruppe zusammen, die das Casinotheater zu einem nationalen Zentrum der Comedy- und Kabarettszene machen wollte. Am 21. März 2000 wurde der Verkauf vom Souverän mit 73,3 % Ja-Stimmen genehmigt. Das Haus wurde von einer dafür gegründeten Aktiengesellschaft renoviert und wird von dieser seither an eine Betriebs-AG weitervermietet. 2002 wurde das Casinotheater in seiner heutigen Form eröffnet.
2019 wurde das hauseigene Restaurant renoviert und eröffnete neu unter dem Namen «Restaurant Fredi». Im Jahr 2022 feierte das Casinotheater sein 20-Jähriges Jubiläum. Zur Feier des Jahres beschenkte sich das Haus mit einer All-Star-Produktion «Charity» darunter Viktor Giacobbo, Patrick Frey, Mike Müller, Lara Stoll, Jane Mumford, Stefan Büsser und Christian Jott Jenny.

## Serien

### Stille Kracht
«Stille Kracht» ist ein jährliches Dinner-Spektakel im Casinotheater Winterthur, das eine einzigartige Mischung aus Artistik, Kleinkunst und Kulinarik bietet. Während die Gäste ein festliches Viergangmenü genießen, werden sie von einer abwechslungsreichen Show unterhalten, bei der nationale und internationale Künstler aus verschiedenen Bereichen auftreten. Das Event ist über die Jahre zu einem bekannten kulturellen Highlight geworden und zieht Besucher auch über die Zürcher Kantonsgrenzen hinaus an.
Im Jahr 2023 erlebte Stille Kracht einen bedeutenden Wandel: Nach zwanzig Jahren verabschiedete sich der langjährige Showmaster Rolf Corver, der das Konzept maßgeblich geprägt hatte. Mit seinem Abschied stand die Show vor einer Neuausrichtung, da das etablierte Format neu mit wechselnden Showmastern fortgeführt wird.

### Bundesordner
Die jährlich im Januar stattfindende Show Bundesordner ist ein satirischer Jahresrückblick über gesellschaftlich und politische Ereignisse. Das vergangene Jahr wird mit musikalischen und humoristischen Einlagen revuepassiert und im übertragenen Sinn in einem Bundesordner abgelegt. Die Veranstaltung trägt somit stets die Jahreszahl des Vorjahres. Die Ausgabe «Bundesordner 2017» gewann im Jahr 2018 an den Swiss Comedy Awards den Ensemble-Preis.

### Late Giacobbo
«Late Giacobbo» ist eine satirische Late-Night-Show, die im Casinotheater Winterthur aufgeführt wird. Moderiert von Comedy-Urgestein und Gründer des Casinotheaters, Viktor Giacobbo, bietet die Show eine Mischung aus politischen und gesellschaftlichen Kommentaren, Interviews mit prominenten Gästen und humorvollen Einlagen. Die Show zeichnet sich durch ihren scharfsinnigen Humor und ihre pointierten Beobachtungen aus, die sowohl aktuelle Ereignisse als auch zeitlose Themen aufgreifen.

### Rampensau
«Rampensau» ist ein Format des Casinotheaters Winterthur, das sich an Nachwuchstalente in der Comedy- und Kabarettszene richtet. In diesem Wettbewerb treten junge Künstlerinnen und Künstler auf die Bühne, um ihr Können vor einem Live-Publikum unter Beweis zu stellen. Die Teilnehmer präsentieren kurze Programme oder Stand-up-Acts, die von einer Jury oder dem Publikum bewertet werden. Rampensau bietet aufstrebenden Talenten eine Plattform, um sich einem breiteren Publikum vorzustellen und ihre Karriere in der Kleinkunstszene zu starten. Das Format wird von Dominic Deville orchestriert und ermöglicht den direkten Austausch zwischen Künstlern und Publikum.

### Theatersport
Beim Theatersport treten zwei Teams von Schauspielern gegeneinander an und wetteifern in verschiedenen improvisierten Szenen oder Spielen um die Gunst des Publikums. Das Konzept wurde in den 1970er Jahren von dem kanadischen Theaterpädagogen Keith Johnstone entwickelt. Die Zuschauer fungieren oft als Jury, indem sie die Darbietungen der Teams bewerten. Theatersport kombiniert Elemente des Theaters mit sportlichen Wettkampfstrukturen und zeichnet sich durch Spontaneität, Humor und Interaktion mit dem Publikum aus. 

### Casino Slam
Der «Casino Slam» ist eine monatliche Poetry-Slam-Veranstaltung im Casinotheater Winterthur bei dem Dichterinnen und Dichter ihre selbstverfassten Texte vor einem Publikum präsentieren. Die Veranstaltung folgt dem klassischen Slam-Format, bei dem die Vorträge von einer Jury aus dem Publikum oder dem gesamten Publikum bewertet werden. Der Casino Slam hat sich als fester Bestandteil der Kulturszene in Winterthur etabliert und bietet sowohl etablierten als auch aufstrebenden Slam-Poeten eine Bühne.

## Räumlichkeiten
Der Saal des Theaters bietet Platz für 354 Personen. Ein Festsaal bietet je nach Bestuhlung bis zu 450 Personen Platz. Daneben gibt es zwei Bankettzimmer, ein Sitzungszimmer, einen Tanzsaal sowie ein Restaurant mit Garten in Richtung Altstadtzone.

## Auszeichnungen
- 2012: Kulturpreis der Stadt Winterthur
- 2018: Swiss Comedy Award